# Nik Schröter
Nik Schröter (Finsterwalde, 12 giugno 1998) è un pistard tedesco, medaglia di bronzo nella velocità a squadre ai Mondiali 2021.

## Palmarès

### Pista
- 2015

Campionati tedeschi, Velocità a squadre Junior (con Alexander Franz e Moritz Meißner)
- 2016

Campionati tedeschi, Chilometro a cronometro Junior
- 2018

Grand Prix of Germany, Velocità a squadre (con Maximilian Dörnbach e Maximilian Levy)
Campionati tedeschi, Velocità a squadre (con Maximilian Dörnbach e Maximilian Levy)
- 2019

Campionati tedeschi, Velocità a squadre (con Marc Jurczyk, Maximilian Dörnbach e Maximilian Levy)
- 2022

Campionati tedeschi, Velocità a squadre (con Maximilian Dörnbach e Anton Höhne)

## Piazzamenti

### Competizioni mondiali
- Campionati del mondo su pista

Astana 2015 - Velocità Junior: 23º
Aigle 2016 - Velocità a squadre Junior: 3º
Aigle 2016 - Velocità Junior: 11º
Roubaix 2021 - Velocità a squadre: 3º
Saint-Quentin-en-Yvelines 2022 - Velocità a squadre: 4º

### Competizioni europee
- Campionati europei su pista

Atene 2015 - Keirin Junior: 10º
Anadia 2017 - Velocità a squadre Under-23: 4º
Aigle 2018 - Velocità a squadre Under-23: 3º
Aigle 2018 - Velocità Under-23: 7º
Gand 2019 - Velocità a squadre Under-23: 4º
Gand 2019 - Velocità Under-23: 8º
Gand 2019 - Keirin Under-23: 19º
Fiorenzuola d'Arda 2020 - Velocità a squadre Under-23: 3º
Fiorenzuola d'Arda 2020 - Velocità Under-23: 7º
Grenchen 2021 - Velocità a squadre: 6º
Monaco di Baviera 2022 - Velocità a squadre: 5º